# Potterspury
Potterspury is een civil parish in het bestuurlijke gebied South Northamptonshire, in het Engelse graafschap Northamptonshire met 1453 inwoners.